# 绿灯侠 (电影)
是一部於2011年上映的美國超級英雄電影，根據DC漫畫公司同名漫畫角色改編成，由馬丁·坎貝爾導演、格雷格·勃蘭蒂寫劇本，漫畫書作者分別是麥可·葛林與馬克·古根海姆，後來則由邁克爾·戈登堡重寫。由萊恩·雷諾斯、布蕾克·萊芙莉、彼得·賽斯嘉、馬克·史壯和安琪拉·芭賽特主演。片中敘述飛機試飛員哈爾·喬丹被選中成為綠燈軍團的第一位人類綠光戰警的故事。從戒指得到超級力量的哈爾必須對抗對宇宙平衡造成威脅的邪惡敵人百烈煞。
本電影於1997年開始進入發展，經歷了各種版本，直到2007年10月格雷·格勃蘭蒂被聘為寫作和導演。2009年2月，請來了馬丁·坎貝爾，勃蘭蒂因此被迫騰出導演的位置。大部分的真人演員也於2009年7月2010年2月間在路易斯安那州拍攝，從2010年3月至2010年8月結束。
《綠光戰警》2011年6月17日在美國上映。該片獲得普遍不正面的評論，批評了片中的演員演技、劇情。特別是電腦數位化的服裝較有問題。但是，一些評論家們稱讚雷諾斯的表現，儘管遭受批評但角色還算討喜。

## 劇情
數百萬年前，有人以意志力製作出了「綠光能量戒光指」，是宇宙中最強大的武器，並以此武器創造一個星際警察部隊，稱為綠光軍團。他們將宇宙分成3600個的區域，每個區域皆有一個「綠光戰警」。2814部門的綠光戰警阿賓·蘇被神秘的敵人百烈煞擊敗，因此阿賓和船墜落至地球上，死前命令自己的能量戒指必須找一位戒指繼承人。一個神氣活現的摩天飛機試飛員哈爾·喬丹在飛機試飛中展現了自己的優秀技術，而他的青梅竹馬卡蘿·費莉絲卻對他的輕浮自大的個性感到頭疼。哈爾在一夜意外地發現了墜於地球的瀕死外星人阿賓·蘇，哈爾因此莫名其妙地繼承了他的戒指、綠色燈籠和使命。在家裡，他研究著燈籠的用法，而燈籠似乎都沒反應，這時他碰了燈口處，燈籠便發出了綠光，在對其說出發言過後哈爾被綠燈軍團接走，到歐亞星（OA）便成了綠光戰警。
在那裡他遇見了同為綠光戰警的托瑪·雷，他教導了喬丹戒指的使用方法（如翻譯功能、飛行），之後便前去綠光戰警們的集會。軍團領導人聖納托的演講中提到自己的好友阿賓及其四名成員遭敵人百烈煞殺害，對宇宙造成了威脅。但喬丹仍搞不清楚狀況。演講結束後，托瑪·雷和哈爾在一起，而專門訓練新兵的教官基格沃格現身幫哈爾「訓練」，他覺得人類是最自以為是的生物，因此不斷對喬丹下馬威。當他被哈爾以光戒製造的繩索絆倒時，聖納托過來見繼承自己好友戒指的哈爾並和他展開了對決。最後哈爾完全不敵聖納托而使對方失望地自動離開，聖納托稱他害怕且不配擁有戒指，因使哈爾更加確切自己不配擁有戒指而帶著戒指和燈籠返回了地球。
同一時間，海克特的父親羅伯特·漢蒙議員被叫到了一個秘密的政府機構中，科學家海克特·漢蒙博士正在解剖阿賓·蘇的屍體。此時一塊百烈煞的碎片進入了海克特的體內，使他擁有了通靈和心靈感應的能力。當海克特在學校教課、和一位學生交談時，忽然他開始自言自語說些令人聽不懂的話，這時他所注視的那位學生突然憑空彈飛了座位，令大家嚇了一跳，而海克特的眼睛竟泛著黃色不安的眼神。
後來，發現他只是由於父親的影響時，海克特便在一次聚會上破壞了他的直昇機試圖殺死父親。哈爾救了參議員和宴會賓客，其中還包括了卡蘿。海克特受到百烈煞影響日益顯著，被父親召回秘密政府機構時，肆孽殺死了父親和周邊警衛，前來阻止的哈爾也未能與之相敵，同時海克特也認識到哈爾便是綠光戰警。此時，受吸引的百烈煞也正往著地球的方向到來。而充滿恐懼的哈爾在卡蘿的鼓勵下重拾了勇氣，便又變身成綠光戰警往歐亞星去了。
在歐亞星，守護者告訴聖納托百烈煞曾是他們的一員，直到他需要控制恐懼的黃精，只有成為恐懼的化身。相信去戰勝恐懼是對付恐懼的唯一手段，聖納托請求的守護者偽造不變黃光能量的戒指，準備承認百烈煞破壞地球，為了不讓歐亞遭到攻擊。然而，哈爾表示如果使用恐懼的力量便會使自己本身便得邪惡，所以拒絕了聖納托的計畫，前去拯救自己的故鄉地球。
在返回到地球，哈爾見到了腦部腫大的海克特，並主動交出了能量戒指給對方，但在海克特得到了戒指時卻被戒指的力量拒絕而遭彈飛，哈爾便表示「戒指只接受主人的力量」。此時，巨大的百烈煞到達了此處，吸收了海克特的生命，然後災難般的肆虐海岸市。哈爾再次變身成綠光戰警上前對抗敵人，在城裡哈爾不斷試圖以各種攻擊對付百烈煞，但都沒有效果，且百烈煞還一直對哈爾灌輸恐懼，哈爾便以堅強得意志力排斥。這時他有個想法，便誘惑對方遠離地球到了宇宙和百烈煞展開追逐。不久哈爾停下便用戒指製造出了兩架飛機到了百烈煞身後，接著解開自己身上的束帶，再以充滿威力的一拳將敵人打飛至太陽而被燒死，哈爾贏得了勝利。
他在戰鬥結束後失去意識並落向太陽，被聖納托、托瑪·雷和基格沃格接住。其後整個綠光軍團都祝賀著他的勇猛，聖納托告訴哈爾，他從現在開始就要以一個綠光戰警的身分保護署於他的扇區。哈爾回到地球後，災亂已平息，以綠光戰警的模樣和卡蘿來了個深吻後，便又朝著天際飛去了。
片尾，聖納托將自己的綠光戒指脫下並戴上黃光戒指後，使原本綠光戰警的戰衣造型變為黃光戰衣的模樣，之後便露出了不祥的眼神....。

## 演員

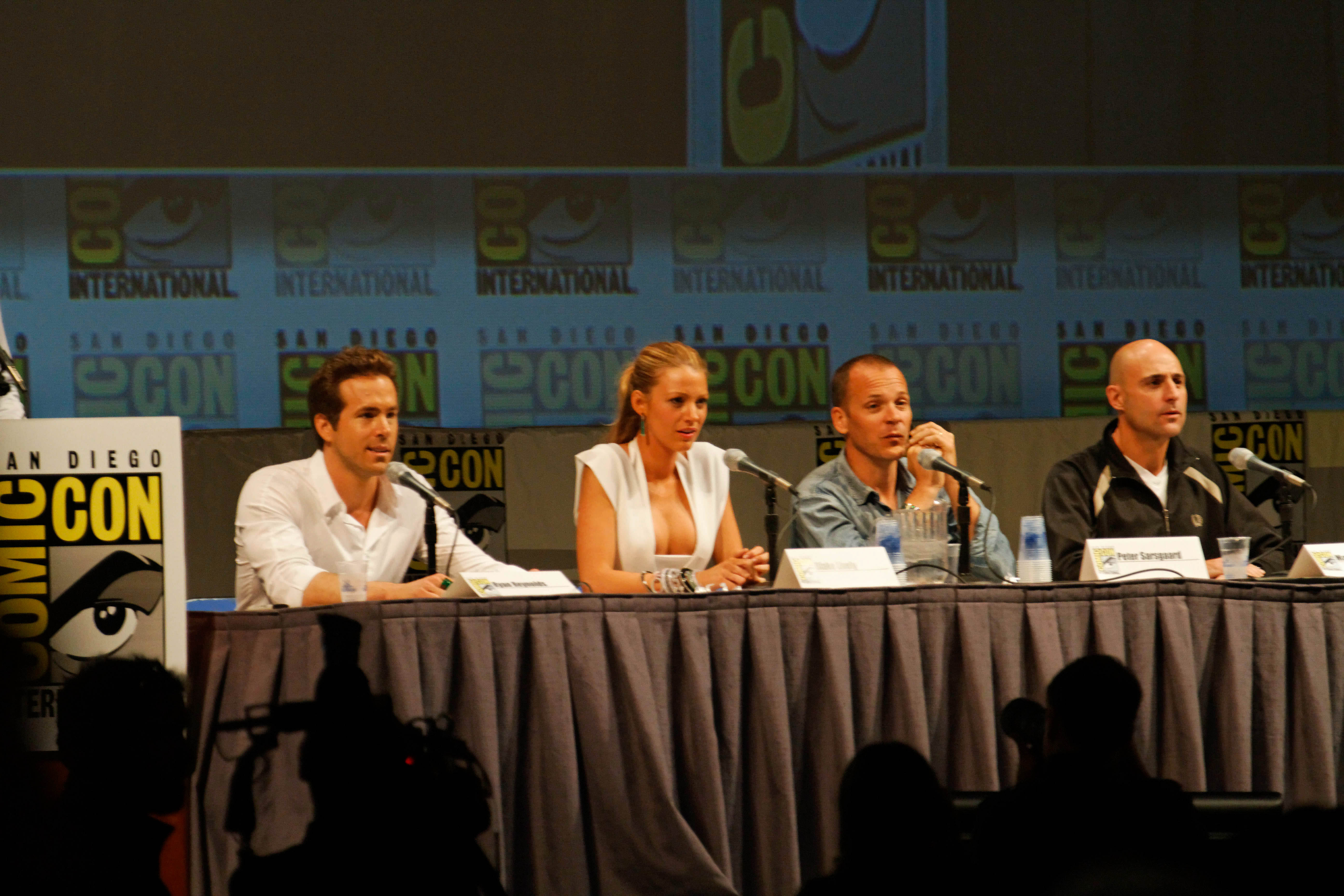
在2010年的聖地亞哥國際動漫展中發布《綠光戰警》

| 演員             | 角色                                                    | 備註 |
| 萊恩·雷諾斯      | 「綠光戰警」哈爾·喬丹 「Green Lantern」Hal Jordan       | 現今為主的綠光戰警主角，軍團中第一位人類成員。原本是一位摩天飛機公司的試飛員，在一次意外他遇見了墜毀於地球的阿賓·蘇，並繼承了他的戒指，還被傳送到了歐亞星，便此之後成為了綠光戰警的成員，克服內心的恐懼後來便決定對抗百烈煞的肆虐。 |
| 布蕾克·萊芙莉    | 卡蘿·費里斯                                             | 女主角，和摩天飛機公司的哈爾經過長時間有了愛的情素。 |
| 彼得·賽斯嘉      | 海克特·漢蒙博士 Dr.Hector Hammond                       | 一位科學家暴露在黃色能量的恐懼實體，百烈煞導致他的大腦成長為規模龐大，給予他通靈般的能力。 |
| 馬克·史壯        | 「綠光戰警」塔爾·聖納托 「Green Lantern」Thaal Sinestro | 阿賓·蘇的學徒和摯友，哈爾的導師。特徵是有著紅色的皮膚，黃色眼睛。總是以嚴厲的態度對待哈爾，說話雖然帶有批評，但在行動上卻是個相當可靠的綠光戰警。片尾曾試圖使用黃色的恐懼能量戒指。                                                 |
| 安琪拉·貝瑟      | 亞曼達·華勒 Amanda Waller                               | 前國會助理和政府的代理人。 |
| 提姆·羅賓斯      | 羅伯特·漢蒙參議員 Robert Hammond                        | 一名美國參議員和海克特·哈蒙德的父親。 |
| 特穆拉·莫里森    | 「綠光戰警」阿賓·蘇 「Green Lantern」Abin Sur           | 最強的綠光戰警。聖納托的導師兼好友。經常和塞尼斯托一起行動。特徵是有著淺紅色的膚色，嘴巴中央上下有著黑色的條狀印記。因被百烈煞重創而迫降於地球，死前將燈籠托付給身旁的地球人哈爾，能量戒指選擇了哈爾後阿賓便斷了氣。                |
| 塔伊加·維迪提    | 湯瑪斯·卡馬庫                                           | 哈爾的朋友。摩天飛機的工程師，因紐特人。 |
| 杰弗里·拉什      | 「綠光戰警」托瑪·雷 「Green Lantern」Tomar-Re（配音）   | 綠光戰警。特徵是鸚鵡形的嘴巴，橙色皮膚，頭頂有魚鰭，似乎和地球的魚類是近親。 |
| 麥可·克拉克·鄧肯 | 「綠光戰警」基洛沃格 「Green Lantern」Kilowog（配音）   | 綠光戰警。負責調教新兵的長官。和聖納托一樣是哈爾的前輩。特徵是有著寬大的下巴，灰色皮膚，身型魁武高大。認為地球人是宇宙中最自以為是的生物，但實際上是個充滿正派，嚴守本分且會照顧同伴的人。                                          |
| 克蘭西·布朗      | 百烈煞 Parallax（配音）                                 | 片中反派。原是宇宙守護者，試圖掌握黃色的恐懼能量，卻反被恐懼能量同化，久遠以前被阿賓·蘇囚禁在偏遠星球。是個外型巨大沒有定型的可怕惡魔，會吞噬他人的生命。                                                                           |

## 發展
在1997年初，漫畫書作家凱文·史密斯剛寫完《綠光戰警》腳本，華納兄弟正想著手進行電影工作，但史密斯拒絕提呈，他表示相信還有其他合適的人選來成為《綠光戰警》電影。華納兄弟最後想改變成一部喜劇方向的電影，到了2004年，Robert Smigel已完成了以影星傑克·布萊克為領的腳本。然而，工作室要以喜劇的想法逐漸放棄，因為從網上的粉絲們反應都不佳。自從看過大衛·S·高耶的《綠光戰警》Flash影片後，華納兄弟公司對他留下了深刻的印象，並提供他了《蝙蝠俠：開戰時刻》劇本和導演的機會，但他直接選擇了後者。經過了演員作家科瑞·雷諾茲漫畫迷和個人角色約翰·史都華的粉絲的想法下，引進了華納兄弟用三部曲的想法，科瑞·雷諾茲主演約翰·史都華和從事編劇工作。雷諾擬引進綠燈軍團哈爾·喬丹可能在《正義聯盟》中的續集。《綠光戰警》腳本完成了，一個英雄的誕生於2007年6月，由華納兄弟與一個潛在的發布日期-2010年而收到積極的反饋。然而，工作室放棄雷諾的想法，並於2007年10月，格雷格勃蘭蒂簽署執導本片，漫畫書作家麥可·葛林和馬克·古根海姆共同譜寫。三人的草案於2008年在互聯網上洩露，透露故事和英雄的起源，包括人物托瑪·雷、基洛沃格、塞尼斯托等和一些客串，和海克特·漢蒙的出現將成為哈爾的重大反派。緊接著，古根·海姆說，該腳本將包含靈感來自丹尼·奧尼爾，尼爾·亞當斯在20世紀70年代的漫畫上運行，和戴夫·吉本斯的作品在20世紀80年代初的刻畫。他補充說，他和他的合作編劇也看了在2000年傑夫·約翰的故事，說「這一直都很有趣，因為我們完成了草案之前約翰就已秘密地將故事線啟動起來，所以我ㄧ直在閱讀這『秘密的OK』，傑夫怎麼解決這個問題有實際利益？有一定的元素，只是為有人試圖於現代觀眾複述哈爾的起源和戰鬥。如，為什麼到底是阿賓在太空飛船飛行時，他的一個綠色提燈？早在白銀時代，你不問這個問題，但在近代卻要你回答這些事」。

### 預前製作
2008年12月，編劇寫了三個簡易的劇本稿，華納兄弟正準備前期的製作。然而，勃蘭蒂被迫遷出華納兄弟導演的位置時，附上了句「這是我離開你的」，並於2009年2月，馬丁·坎貝爾直接進入談判發布日期被定為2010年12月，2011年6月17日之前被推出 。
布萊德利·古柏、萊恩·雷諾斯、賈斯汀·提姆布萊克和加爾德·勒托，這些都是在2009年7月的主演的最佳候選人。在7月10日，華納兄弟公司宣布，由雷諾斯成為綠光戰警哈爾·喬丹。

### 拍攝
本片生產所需的預算約為2億美元，最初計劃開始拍攝於2009年11月在澳大利亞福克斯工作室。從開始至2010年1月，但生產移至路易斯安那州，其中在3月3日，2010測試片段在麥迪遜維爾並以特技車攝製。主要拍攝始於2010年3月15日在新奧爾良。九天開拍後，安琪拉·芭賽特加入劇組，成為DC宇宙中的阿曼達·沃爾博士。喬恩·坦尼透露，在2010年4月，他將扮演哈爾的父親，試飛員馬丁·喬丹。2010年6月已經開始在新奧爾良湖畔機場拍攝。同月據報導，麥克·道爾已定的角色傑克·喬丹，為哈爾·喬丹的兄弟。在2010年7月報導稱，瑞安·雷諾茲因受傷而脫離電影拍攝的場景，肩膀有著「很多傷痛」。

### 後期製作
傑夫·約翰已是出了他的Twitter帳戶，電影已經主要結束拍攝於2010年8月6日，並開始進入後期製作階段。導演馬丁·坎貝爾接受MTV新聞採訪時，當被問及電影的效果是重史詩規模，且「這是艱鉅的，只是過程，（有）1300視覺鏡頭一樣的東西，是心靈的吹撲，坦白說」。當要求製造能量戒指時坎貝爾說「這是漂亮的事情之一，我們都坐下，並說，好吧，我們要在這裡做什麼？真的，這是你的想像力可以盡可能去結構它的」。該工作室也證實了MTV新聞，電影將會推出3D版。2011年1月，據報導《綠光戰警》已經開始重新拍攝關鍵場景，華納兄弟電影公司在洛杉磯，加利福尼亞。2011年3月，據報導，傑佛瑞·羅許已經加入了電腦成像角色的配音，即托瑪·雷。在2011年4月，邁克爾·克拉克·鄧肯正進行基格沃格的配音。此外，在4月據報導，華納兄弟公司提出的視覺效果約900萬美元的預算，並聘請額外的視覺特效工作室，以加強陣容行列的加班，以滿足電影的6月17日推出。

## 音樂
配樂商店於2011年6月14日發布。電影配樂由詹姆斯·紐頓·霍華，以及從事《蝙蝠俠：開戰時刻》、《黑暗騎士》的漢斯·季默負責。電影配樂發表於WaterTower音樂。
| 曲目     | 曲目                                     | 曲目  |
| 曲序     | 曲目                                     | 时长  |
| -------- | ---------------------------------------- | ----- |
| 1.       | Prologue/Parallax Unbound                | 3:09  |
| 2.       | Abin Sur Attacked                        | 1:08  |
| 3.       | Carol Scolds Hal                         | 1:21  |
| 4.       | Drone Dogfight                           | 3:15  |
| 5.       | Did Adam Put You Up to This?             | 2:25  |
| 6.       | The Ring Chooses Hal                     | 2:34  |
| 7.       | Genesis of Good and Evil                 | 2:35  |
| 8.       | The Induction Process                    | 3:05  |
| 9.       | Welcome to Oa                            | 1:42  |
| 10.      | We're Going to Fly Now                   | 1:53  |
| 11.      | You Reek of Fear                         | 2:13  |
| 12.      | The Origin of Parallax                   | 3:25  |
| 13.      | Run                                      | 5:30  |
| 14.      | You Have to Be Chosen                    | 7:29  |
| 15.      | Hector's Analysis                        | 1:06  |
| 16.      | Hal Battles Parallax                     | 7:19  |
| 17.      | The Corps                                | 2:19  |
| 18.      | Green Lantern Oath (Feat. Ryan Reynolds) | 0:19  |
| 总时长： | 总时长：                                 | 52:47 |

## 市場營銷
《綠光戰警》全球首映於加州好萊塢的中國戲院，兩天後才在北美和英國發行。
本片光電影營銷和推廣就耗資了1億美元。在2010年聖地亞哥國際動漫展上播出了影片的部分片段。該影片於2010年11月在網上廣為發布。播出第二天就上了《今夜娛樂》。第一個完整的電影預告片在《哈利波特－死神的聖物1》之前放映，於2010年11月在網上面世。這最初的預告片遭到了粉絲可憐的評價，因此，電影的營銷活動被推遲。Sue Kroll工作室的全球營銷總裁表示：「首款預告片是不冷不熱的反應的部分原因是，大尺度順序還沒有準備好展現，我們遭受了這點，我們不能再這樣做了」。四月華納兄弟公司在舊金山推出九分鐘影片在2011年的WonderCon上，《荷里活報道》報導，這畫面使觀眾叫絕，而遭砍的四分鐘鏡頭則在網上發布。

### 家庭媒體
本片於10月14日發布了DVD和藍光，該加長版增加了一個額外九分鐘的片段。

### 動畫
2010年3月Comics Continuum報導，《綠光戰警》的動畫電影由華納兄弟動畫公司負責。動畫中能看見綠燈軍團的起源，包括擁有第一枚戒指的阿弗拉。布魯斯·蒂姆接受工作後，製片人透露，經過討論，《綠燈俠：首次飛行》已不再製作續集。然而，蒂姆也希望延續真人電影的續集。動畫電影《綠光戰警：翡翠騎士》正式在2010年6月宣布代替。

### 漫畫
DC娛樂於電影上映的一周前開始推出了一系列的《綠光戰警電影前傳》（Green Lantern Movie Prequel）漫畫。涵蓋電影、寫電影的製作團隊成員之前的活動和人物的生活。而聖納托的前傳漫畫《綠燈軍團的祕密起源》#1（Secret Origin of the Green Lantern Corps #1）在網上免費摘錄，於電影上映地前兩天釋出。

### 過山車

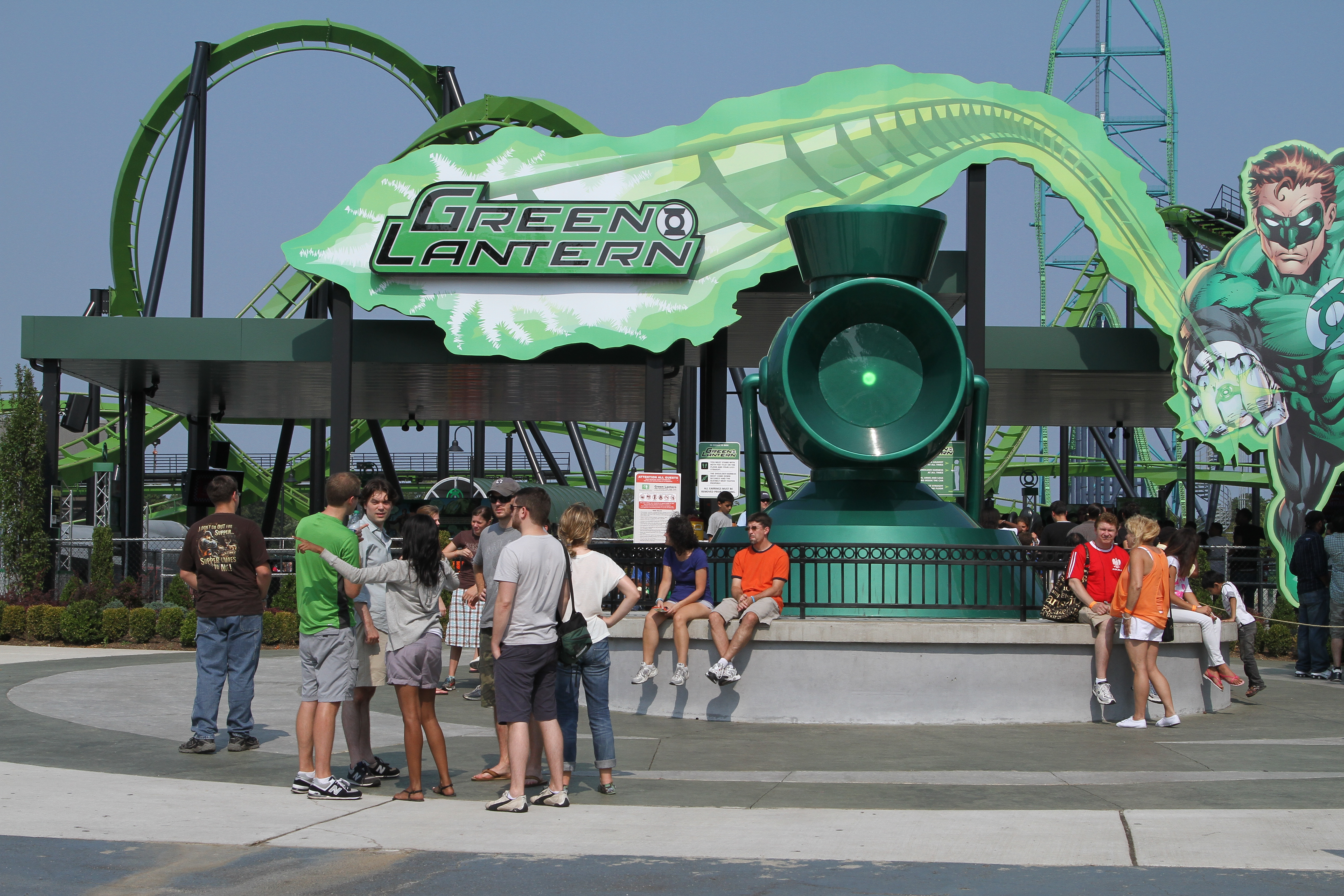
六面樂園的綠光戰警樂園

六面樂園開張了名為綠光戰警大冒險和魔術山，與2011年電影的發行相符。

### 電子遊戲
華納兄弟互動娛樂製作了一款改編電影的電子遊戲，名為《綠光戰警：獵人的崛起》，由Double Helix Games發行於PlayStation 3和Xbox 360平台。而Nintendo Wii、Nintendo DS和Nintendo 3DS平台則由Griptonite Games負責。

## 發行

### 評價
媒體綜評40分，爛番茄新鮮度26%，59人支持，167人反對；Yahoo影評人C，觀眾評分B+，IMDB得5.6分。負評居多。
「與其說是超級英雄不如說是太空科幻，除了一些刻意留下的標記，實難看出漫畫原作的影子」，「若將本片比作一次出行，那出發前的準備工作實在是過於冗長，出發後卻又不知該去往何方」，「將一個改編至面目全非且毫無漫畫風情的故事腳本硬塞進一個漫畫英雄的架構中，結果只能是『亂搭』的雷人趣味」，「萊恩塑造了一個很實在的漫畫英雄，但『實在』並不等於『出色』」，「整部影片看上去就好似其他漫畫英雄奇聞妙談的零碎拼湊，真正屬於自己的東西實在太少」，『其實這部影片至少有一半內容是對DC原著漫畫堪稱精妙的改編，只不過另一半純粹是胡編亂造』，「不夠有趣、不夠驚險、不夠刺激，這部影片實在是沒有吸引觀眾再看一遍的任何籌碼」，「刨去那些創造出光滑質感、外太空建築美學的華麗視覺特效，你會發現《綠光戰警》的絕大多數片長都是浪費時間」，「影片被劈裂成了三條互不相干的平行主線，而且每一條主線都是虎頭蛇尾」，「顯然導演馬丁·坎貝爾作為一個動作導演骨子裡面缺乏詩意，導致綠燈俠成本今年最沒有漫畫英雄樣的漫畫英雄」。
本片雖然大部分得到了不佳的評價，但影片的視覺效果卻被稱讚。

### 票房
2011年6月17日，本片在北美上週五上映，至晚上十二點止賺取了340萬美元。電影首映日票房總值為2160萬美元，但接著下跌22％，至上週六共5310萬美元，贏得了當週末的票房冠軍。其第二個週末《綠光戰警》經歷了66.1％的跌幅，這是在2011年第二個最大週末下跌的超級英雄電影。根據票房數據和分析網站Box Office Mojo，本片在美國和加拿大的票房為1166萬01172美元以及10325萬美元，全球共2198萬51172美元。
不少業內人士評測，《綠光戰警》「未能履行的期望」。《荷里活報道》表示，本片需要約5億美元才能穩定其財務。
| 上一届： 《超級8》                | 2011年美國週末票房冠軍 6月19日                      | 下一届： 《汽車總動員2》        |
| 上一届： 《白蛇傳說》             | 2011年中國內地一周票房冠軍 第43週 10月17日—10月23日 | 下一届： 《猩球崛起》           |
| 上一届： 《變種特攻：異能第一戰》 | 2011年香港一週票房冠軍 第26-27週                    | 下一届： 《變形金剛：黑月降臨》 |

## 榮譽
| 獎                 | 類別                        | 受獎者/代理人                     | 原因 |
| ------------------ | --------------------------- | --------------------------------- | ---- |
| 2010年尖叫獎       | 最值得期待的電影            |                                   | 獲獎 |
| 2011年青少年選擇獎 | 選擇電影演員 -Sci/Fantasy   | 萊恩·雷諾斯                       | 提名 |
| 2011年青少年選擇獎 | 選擇電影女主角 -Sci/Fantasy | 布蕾克·萊芙莉                     | 提名 |
| 2011年尖叫獎       | Best Superhero              | 萊恩·雷諾斯的綠光戰警             | 提名 |
| 第38屆人民選擇獎   | 最喜歡的電影演員            | 萊恩·雷諾斯（連同《玩咖尬宅爸》） | 提名 |
| 第38屆人民選擇獎   | Favorite Superhero          | 萊恩·雷諾斯                       | 獲獎 |
| 第38屆人民選擇獎   | Favorite Action Movie Actor | 萊恩·雷諾斯                       | 提名 |

## 重啟
在2010年，導演馬丁·坎貝爾證實《綠光戰警》推出三部曲的可能性。華納兄弟雖然對開幕週票房「有點失望」，但仍然繼續出續集。2011年9月，美聯社報導華納兄弟感到沮喪失望地考慮放棄續集的計畫。然而，在2011年10月紐約動漫展中DC娛樂表示「有希望」，並保證這次真的來。預計萊恩·雷諾斯還會演出即將到來的《正義聯盟》。2013年6月，大衛·S·高耶證實，「和《超人：鋼鐵英雄》是在一個共享的DC宇宙電影，從《超人：鋼鐵英雄》起，影片可能會擴展到一個共享的世界」。確認綠光戰警會在即將到來的電影中的作用，這將是一個重新啟動的版本。華納兄弟計劃於2017年發布第一部《正義聯盟》電影，第二部則於2019年，接著2020年才是《綠光戰警》的重啟版獨立電影。2021年《正義聯盟2》及《綠燈俠》重啟計劃已被擱置。

## 在流行文化中的影響
在流行文化中，《綠光戰警》成為了許多影視作品的笑柄，尤其是主演綠光戰警的萊恩·雷諾斯本人，他幾乎逢機會就會調侃這部電影。最明顯的例子來自《惡棍英雄：死侍》系列。在第一集中，死侍變裝前特別強調：「拜託，不要是綠色的，也不要是動畫製作的！」這句話直接嘲諷了《綠光戰警》當年使用CGI 製作的綠色制服，暗示電影裡的特效是個災難。而在《死侍2》中，片尾的時光旅行橋段更是直接讓死侍回到過去，對著正滿心期待地閱讀《綠光戰警》劇本的萊恩·雷諾斯，毫不猶豫地從背後行刑式開槍，接著輕鬆地說：『不客氣，加拿大！』這一幕不僅自嘲《綠光戰警》的失敗，也幽默地『抹去』了雷諾斯的黑歷史。
除了死侍，DC自家的動畫電影《電影少年悍將GO！》也曾吐槽這部作品。當角色們提到《綠光戰警》時，他們直接說：「那部電影？我們不談那個！」明顯是自嘲這部電影的低評價。而在 2021 年的《脫稿玩家》宣傳期間，雷諾斯與另一位曾出演《綠光戰警》的塔伊加·維迪提一起接受訪問，當主持人提到他們曾經合作過時，兩人卻裝傻說：「我們從來沒一起演過戲啊！」完全一副刻意遺忘這部電影的樣子。
甚至連非超級英雄電影也拿來開玩笑。例如 2024 年上映的《音速小子3》，其中的反派蛋頭博士有一句台詞：「我已經很久沒看到這種東西了……自從我痛苦地看完《綠光戰警》之後！」這句話無情地把這部電影形容成一場讓人難受的觀影體驗。

## 外部連結
- 官方网站
- AllMovie上《綠光戰警》的资料（英文）
- 互联网电影数据库（IMDb）上《綠光戰警》的资料（英文）
- Metacritic上《綠光戰警》的資料（英文）
- Box Office Mojo上《綠光戰警》的資料（英文）
- 爛番茄上《綠光戰警》的資料（英文）
- 開眼電影網上《綠光戰警》的資料（繁體中文）
- 豆瓣电影上《綠光戰警》的資料 （简体中文）
- 时光网上《綠光戰警》的資料（简体中文）